# Ebersdorf (Neustadt bei Coburg)
 Ebersdorf  ist ein Stadtteil der oberfränkischen Stadt Neustadt bei Coburg im Landkreis Coburg.

## Lage
Ebersdorf liegt am östlichen Fuß des Muppbergs, etwa zwei Kilometer östlich von Neustadt. Die Gemarkungsgrenze entspricht im Osten der bayerischen Landesgrenze mit Thüringen, bereichsweise mit der Steinach als Grenzfluss. Gemeindestraßen führen nach Neustadt sowie nach Heubisch in Thüringen.

## Geschichte
Ebersdorf wurde 1317 erstmals im Urbarium, einer Auflistung von Besitzungen der Henneberger beim Erwerb der Neuen Herrschaft, urkundlich erwähnt. Der Personenname Ebur, eine Abkürzung von Eburhart, ist in dem Ortsnamen enthalten.
Im Jahr 1516 bestanden in dem Ort drei Güter und vier Sölden. Im Verlauf des Dreißigjährigen Kriegs brannten Truppen aus Kronach die Siedlung am 8. Oktober 1634 nieder. Im Jahr 1672 lebten 43 Menschen in Ebersdorf.
Im Jahr 1857 ließ der Müller Eberhard von Berg an einem Mühlgraben der Steinach, neben einer bestehenden Mühle, eine Massemühle errichten, um Porzellanmasse für die Herstellung von Puppenköpfen, -armen und -beinen herzustellen, später für Geschirr und technische Keramik. Zwischen 1933 und 1949 war die Produktion praktisch eingestellt, ehe schließlich ab 1953 die „Massemühle Eugen Wagner“ die Geschirrproduktion aufnahm. 1984 erfolgte eine Übernahme des Unternehmens mit 70 Mitarbeitern durch die Selber Porzellanfabrik Hutschenreuther AG. Seit 1997 gehört das Werk zu Imerys Tableware, derzeit hat es 17 Mitarbeiter (Stand: 2012).
In einer Volksbefragung am 30. November 1919 stimmte kein Ebersdorfer Bürger für den Beitritt des Freistaates Coburg zum thüringischen Staat und 34 dagegen. Somit gehörte ab dem 1. Juli 1920 Ebersdorf zum Freistaat Bayern.
Im Ersten Weltkrieg verloren sieben und im Zweiten Weltkrieg elf Ebersdorfer Soldaten ihr Leben. Nach dem Zweiten Weltkrieg prägte bis 1989 die direkte Lage an der innerdeutschen Grenze den Ort. Die Grenze verlief unter anderem durch die 1704/1705 errichtete Bergmühle. Diese wurde daher 1961 durch Grenztruppen der DDR abgebrochen. Nur ein Nebengebäude, in dem eine Gastwirtschaft bestand, blieb auf Ebersdorfer Gemarkung stehen.

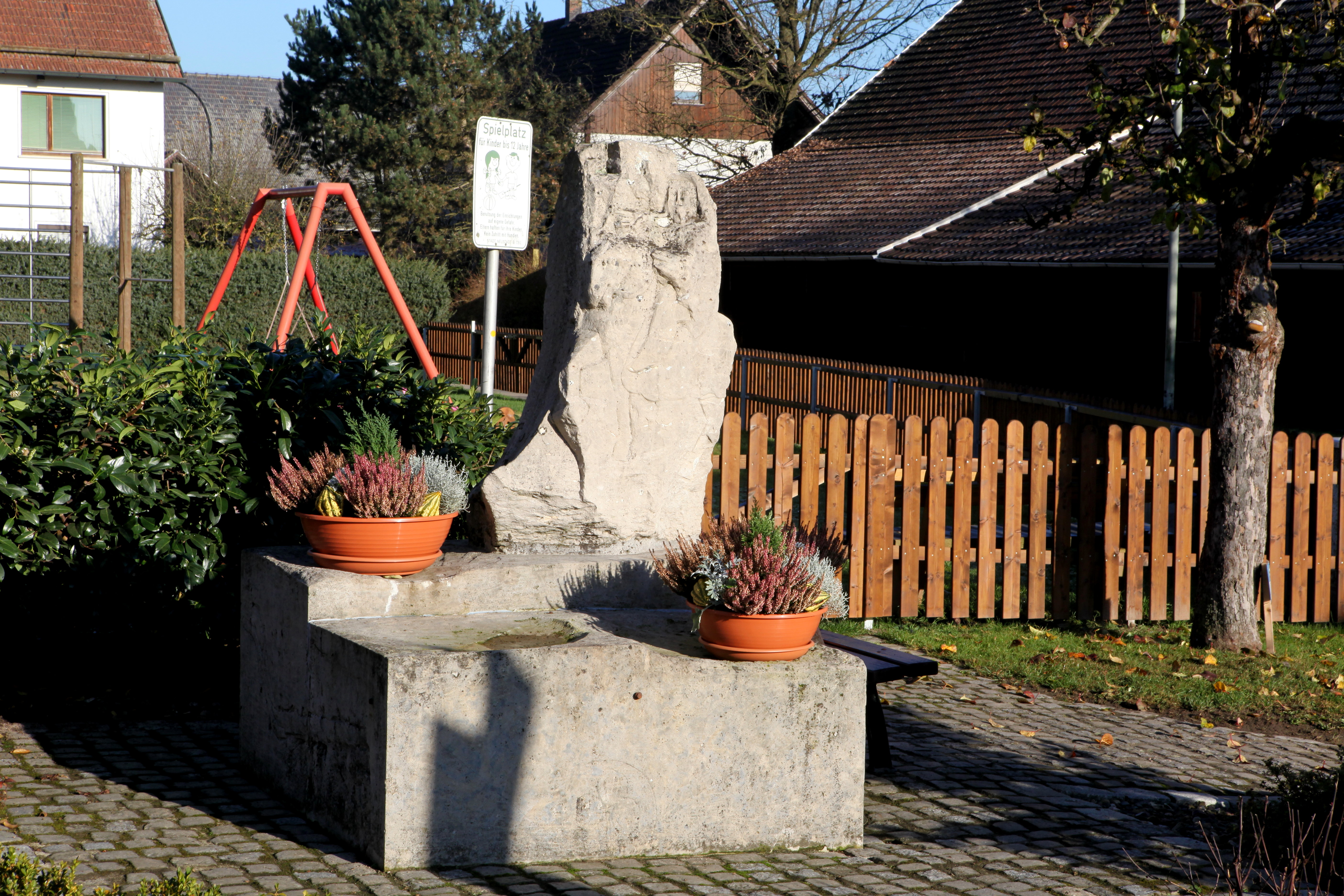
Dorfbrunnen

Im Jahr 1963 gewann die Gemeinde den Wettbewerb „Das schönere Dorf“ im Landkreis Coburg. Der erste Preis, ein Brunnen der die Geschichte der Gemeinde erzählt, wurde von dem Kronacher Bildhauer Heinrich Schreiber gestaltet und erinnert seit 1965 an das Ereignis.
Eine Eingemeindung nach Neustadt lehnte der Gemeinderat 1958 ab. Am 17. Dezember 1975 stimmte schließlich die Gemeindevertretung der Eingliederung einstimmig zu. Am 1. Mai 1978 wurde Ebersdorf nach Neustadt eingemeindet.
Die Trinkwasserversorgung erfolgte früher durch Hausbrunnen. 1969 wurden die Hausanschlüsse an das Netz der Stadtwerke Neustadt angeschlossen. Stromlieferanten waren ab 1911 der Heubischer Mühlenbesitzer Rauschert und ab 1953 das Bamberger Überlandwerk Oberfranken. Später übernahmen die Stadtwerke Neustadt die Stromversorgung. 1979 wurde Ebersdorf an die Erdgasversorgung der Stadtwerke Neustadt angeschlossen.
1987 hatte Ebersdorf 61 Wohngebäude, von denen 37 nach 1949 errichtet worden waren. Die meisten neuen Wohnhäuser entstanden in dem Baugebiet, das die Brandenburger Straße, die Plattenäckerstraße, die Posener und Stettiner Straße umfasste. Nördlich vom Ortskern entstand ab 1993 an der Landesgrenze zu Thüringen auf Ebersdorfer Flur das 32,5 Hektar große Gewerbegebiet „Gebrannte Brücke“.

## Einwohnerentwicklung
| Jahr | Einwohnerzahl |
| ---- | ------------- |
| 1905 | 135           |
| 1925 | 138           |
| 1939 | 187           |
| 1950 | 260           |
| 1968 | 274           |
| 1978 | 260           |
| 1987 | 247           |
| 2013 | 231           |
| 2020 | 219           |